# Ането
Пик Ане́то (Анету, Нету; исп. Aneto) — самая высокая гора Пиренеев (3404 м), расположенная в провинции Уэска, Испания. Третья по высоте гора Испании. Гора также известна под французским названием Пик-де-Нету (фр. Pic de Néthou), однако это название редко используется, так как гора целиком находится на территории Испании.
На горе находится крупнейший ледник в Испании, который в 2005 году занимал площадь 79,6 га. В связи с глобальным потеплением и уменьшением зимних осадков, площадь ледника быстро уменьшается: в 1981 году она составляла 106,7 га, а в XIX веке — более 200 га.

## Восхождение
Восхождение на гору начинают из т. н. «убежища Ренклуса», которое находится на высоте 2140 м. Оттуда маршрут проходит по самой длинной части ледника, которая простирается к северу от пика. Около вершины необходимо преодолеть короткий и узкий скалистый проход под названием «Мост Мухаммеда». На вершине открывается контрастный вид: заснеженный массив Маладета на севере и зелёный регион Альто Арагон на юге.
Обычно восхождение несложное и занимает около 12 часов. Ежегодно на вершину поднимается большое количество людей, у многих из которых мало или совсем нет опыта в альпинизме. Туризм на Ането приносит значительный доход в местный бюджет.

### Первое восхождение
Первое восхождение на пик совершил русский географ, альпинист и путешественник Платон Александрович Чихачёв 18 июля 1842 года. Его сопровождали проводники Пьер Санио де Лус, Люшонне Бернар Арразо и Пьер Редонне. Также с ними был ботаник Альбер де Франквиль и его проводник Жан Сор. На вершине горы они сложили пирамиду из камней и оставили бутылку, содержавшую имена всех участников экспедиции.
Первое зимнее восхождение на гору совершили 1 марта 1878 года Роже де Мон, Б. Курьеж, Б. и В. Паже.